# Аламата
Аламата (амх. አላማጣ) — город на севере Эфиопии, в регионе Тыграй. Входит в состав Южной зоны.

## Географическое положение
Город находится в юго-восточной части региона, на территории Эфиопского нагорья, на высоте 1506 метров над уровнем моря.
Аламата расположена на расстоянии приблизительно 115 километров к юго-юго-востоку (SSE) от Мэкэле, административного центра региона, и на расстоянии приблизительно 382 километров к северо-северо-востоку (NNE) от Аддис-Абебы, столицы страны.

## Население
По данным Центрального статистического агентства Эфиопии на 2007 год численность населения города составляла 33 214 человек, из которых мужчины составляли 48,59 %, женщины — соответственно 51,41 %. В конфессиональном составе населения 82,35 % составляют последователи эфиопской православной церкви; 16,96 % — мусульмане.
Согласно данным переписи 1994 года численность населения Аламаты составляла 26 179 человек.

## Транспорт
Ближайший аэропорт расположен в городе Лалибэла.